# Jonn
Jonn (zu Deutsch „Starrsinn“) ist der Titel eines estnischen Puppentrickfilms in Farbe aus dem Jahr 1966.

## Handlung
Drei sturköpfige und eigenbrötlerische Fischer kommen auf keinen gemeinsamen Nenner. Durch ihren Starrsinn geraten sie sogar in Lebensgefahr ...

## Regisseur
Regisseur des Kurzfilms für ein erwachsenes Publikum war Elbert Tuganov (1920–2007), einer der Pioniere des estnischen Trickfilms. Der Film ist auch als eine (moderate) Satire gegen die sowjetische Bürokratie zu verstehen.